# Бибона
Бибо̀на (на италиански: Bibbona) е градче и община в Централна Италия, провинция Ливорно, регион Тоскана. Разположено е на 80 m надморска височина. Населението на общината е 3258 души (към 2018 г.).